# Booker Ervin
Booker Ervin (Booker Telleferro Ervin II; * 31. Oktober 1930 in Denison, Texas; † 31. August 1970 in New York City) war ein US-amerikanischer Jazz-Tenorsaxophonist, Komponist und Bandleader.

## Leben
Sein Vater war der Posaunist Booker Ervin, Sr., der bei Buddy Tate spielte. Ervin begann mit acht Jahren auf dem gleichen Instrument wie sein Vater zu spielen. Er besuchte die Terrell High School in Denison und spielte dort im Schulorchester. Von 1949 bis 1953 diente Ervin in der Air Force, wo er autodidaktisch das Saxophonspiel erlernte. Er besuchte dann für ein Jahr das Schillinger House (später Berklee School of Music) in Boston und wurde Mitglied der Rhythm-and-Blues-Band von Ernie Fields (1954/55), aus der auch Musiker wie Benny Powell hervorgingen. Danach arbeitete er einige Monate mit James Clay in Dallas und bei Lowell Fulson in Chicago. Als Postbediensteter arbeitete in Denver und ging schließlich nach Pittsburgh, wo er Horace Parlan traf, mit dem er 1958 nach  New York City zog. Dort wurde er von Shafi Hadi an Charles Mingus empfohlen, der ihn sogleich in seine Band aufnahm, der er (mit Unterbrechungen) bis 1962 angehörte. Ervin wirkte u. a. an Mingus’ Alben wie Jazz Portraits – Mingus In Wonderland (1958), Blues and Roots, Mingus Ah Um und Mingus Dynasty (1959) sowie Tonight at Noon (1961) mit und trat mit ihm auf dem Jazzfestival von Antibes 1960 sowie in Newport 1960 und 1962 auf. Höhepunkt ihrer Zusammenarbeit war im Januar 1963 das Impulse-Album Mingus Mingus Mingus Mingus Mingus. Daneben arbeitete er mit Roland Hanna (1959) und Randy Weston; mit ihm reiste er 1960 zum Negro Arts Festival nach Lagos und später 1966 zum Monterey Jazz Festival. 1961 spielte er an der Seite von Eric Dolphy in der Band von Mal Waldron.
Im Juni 1960 nahm er für Bethlehem Records sein Debütalbum The Book Cooks mit Tommy Turrentine, Zoot Sims, George Tucker und Dannie Richmond auf. Nach seiner Zeit bei Mingus leitete er ein eigenes Quartett und arbeitete auch mit Horace Parlan und Roland Hanna zusammen. 1962 spielte er mit der US-Truppenbetreuung in Grönland. Mit dem Album Gumbo, das er 1963/64 mit Al Grey, Pony Poindexter und Larry Young aufnahm, begann seine Zusammenarbeit mit dem Label Prestige, für das eine Reihe von Alben, wie etwa die Book-Reihe entstand, u. a. mit Tommy Flanagan, Carmell Jones und Jaki Byard. 1964 bis 1966 und erneut 1968 arbeitete er in Europa. 1965 trat er auf den Berliner Jazztagen mit Niels-Henning Ørsted Pedersen, Kenny Drew und Alan Dawson auf; Ausschnitte aus dem Konzert veröffentlichte Horace Parlan nach Ervins Tod auf dem Enja-Album Lament for Booker. Zwei Jahre vor seinem frühen Tod organisierte Teddy Edwards für Pacific Jazz ein größeres Ensemble, in deren Mittelpunkt Ervin stand (Booker’n’Brass). 1968 wirkte er noch auf Andrew Hills Album Grass Roots mit. Booker Ervin starb mit 39 Jahren Ende August 1970 an einem Nierenleiden.

## Stil
Nach Meinung von Richard Cook und Brian Morton ist Ervins Saxophonspiel ursprünglich vom Blues-Klang seiner texanischen Vorbilder Arnett Cobb und Illinois Jacquet geprägt. Sein Weg, beeinflusst von Coleman Hawkins, Dexter Gordon, Lester Young und Sonny Rollins führte aber – nach Ansicht von Martin Kunzler – vom Hardbop zu freieren Formen, als er „durch die Schule von Charles Mingus“ ging und zu einem emotionsgeladenen und stark bluesbezogenen Spiel fand. Sein robuster Ton war metallen, beißend und nach Ansicht von Ronnie Scott „männlich kraftvoll“. Ian Carr beschrieb seinen Stil: „Er hatte einen riesigen Ton und vollkommene Kontrolle“. Zu seinen bekanntesten Kompositionen gehören Mojo, Boo und Uranus.

## Diskographische Hinweise
- Cookin’ (Savoy Records, 1960) mit Horace Parlan, Richard Williams
- The Book Cooks (Bethlehem Records, 1960) mit Tommy Turrentine, Zoot Sims, George Tucker, Dannie Richmond
- That’s It (Candid Records, 1961) mit Horace Parlan, George Tucker, Dannie Richmond
- Exultation (Prestige Records, 1963) mit Frank Strozier, Horace Parlan, Butch Warren, Walter Perkins
- The Freedom Book (Prestige Records, 1963) mit Jaki Byard, Richard Davis, Alan Dawson
- The Blues Book (Prestige Records, 1964) mit Carmell Jones, Gildo Mahones, Richard Davis, Alan Dawson
- The Song Book (Prestige Records, 1964) mit Tommy Flanagan, Richard Davis, Alan Dawson
- The Space Book (Prestige Records, 1964) mit Jaki Byard, R. Davis, A. Dawson
- Setting The Pace (Prestige Records, 1965) mit Dexter Gordon, Jaki Byard, Reggie Workman, Alan Dawson
- Heavy!!! (Prestige Records, 1966) mit Jaki Byard, Jimmy Owens, R. Workman, A. Dawson
- Structurally Sound (Blue Note Records, 1966) mit Charles Tolliver, John Hicks, Red Mitchell, Lennie McBrowne
- Booker’n’Brass (Pacific Jazz Records, 1967) mit Johnny Coles, Freddie Hubbard, Charles Tolliver, Garnett Brown, Kenny Barron
- The In Between (Blue Note Records, 1968) mit Richard Williams, Bobby Few, Cevera Jeffries, Lenny McBrowne